# Фольтран Карпене, Эрминия
Эрми́ния Фольтра́н Карпене́ (итал. Erminia Foltran Carpenè; 14 сентября 1876, Конельяно — 6 марта 1972) — итальянский фортепианный педагог. Дочь инженера Джузеппе Карпене, племянница учёного-винодела Антонио Карпене.
С семилетнего возраста училась в Венецианской консерватории у Франческо Джарды, затем во Флорентийской консерватории у Джузеппе Буонамичи. Получив диплом в 1893 году, начала концертную карьеру с исполнения фортепианных концертов Людвига ван Бетховена и Фридерика Шопена. В 1913 году занималась в мастер-классе Ферруччо Бузони в Болонской консерватории. В 1914 году открыла школу пианистов в своём родном городе, но в связи с началом Первой мировой войны была вынуждена прервать её работу и переехать в Милан, некоторое время работала в Миланской консерватории. По окончании войны вернулась к преподаванию в Конельяно и вела уроки до конца жизни. Среди её учеников, окончивших в дальнейшем ведущие итальянские консерватории, — Руджеро Джерлин, Джованни Антига, Арнальдо Бенвенути, Эфрем Казагранде, Пиа Баскьера Таллон, Габриэлла Джентили Верона и другие.
Педагогическому наследию Фольтран Карпене посвящена книга её ученицы Андреа Байю «Пианистическое наследние великой наставницы» (итал. L'eredità pianistica di una grande maestra; 2009), на здании в Конельяно, где работала её школа, установлена мемориальная доска.